# هيبومنيما
هيبومنيما (من اليونانية ὑπόμνημα، الجمع ὑπομνήματα، Hypomnêmata )، مكتوبة أيضًا hupomnema ، هي مفهوم يوناني قديم يشير إلى نوع من الكتابات الشخصية التي تُستخدم لتسجيل الأفكار والتأملات والملاحظات بشكل فردي، بهدف الحفاظ عليها لأغراض شخصية، وليس للنشر أو المشاركة العامة. 
يرتبط هذا المفهوم بتقنيات الذاكرة الاصطناعية التي تم تطويرها في العصور القديمة، وخاصةً من قبل أفلاطون، الذي ركز على الكتابة كوسيلة لحفظ المعرفة. تُعتبر هذه الكتابات بمثابة أدوات لمساعدة الذاكرة، حيث يجمع الشخص في دفاتره أو كراساته كل ما يقرؤه أو يسمعه أو يفكر فيه، ليعود إليها لاحقًا لإعادة القراءة والتأمل.
الفيلسوف الفرنسي ميشيل فوكو استخدم هذا المفهوم لتوضيح كيف كانت هذه الكتابات تُستخدم كمصدر خام لكتابة أطروحات أكثر تنظيمًا، تُقدَّم فيها الحجج والوسائل لمواجهة الأخطاء أو التحديات في الحياة، مثل الغضب، الحزن، الخوف، أو العار.
إذ يقول فوكو: " يمكن أن تكون الهيبومنيما عبارة عن دفاتر، كراسات شخصية، وسجلات عامة، ودفاتر ملاحظات فردية تعمل كمساعدات للذاكرة. [...] لقد شكلوا ذاكرة مادية للأشياء التي تمت قراءتها أو سماعها أو التفكير فيها ، وهكذا قدموها ككنز متراكم لإعادة القراءة والتأمل لاحقًا. كما أنّها شكلت مادة خامة لكتابة أطروحات أكثر منهجية، حيث تم تقديم الحجج والوسائل لمكافحة خطأ معين (مثل الغضب، والحسد، والثرثرة، والتملق) أو للتغلب على ظرف صعب معين (الحداد، المنفى، الخراب والعار)." 
بالتالي، الهيبومنيما لم تكن مجرد تسجيلات عابرة، بل كانت جزءًا من عملية عميقة للتفكير والتأمل الشخصي.